# Donald Kennedy
Donald Kennedy (18 août 1931 - 21 avril 2020) est un scientifique américain, administrateur public et universitaire. Il est commissaire de la Food and Drug Administration des États-Unis (1977-1979), président de l'Université Stanford (1980-1992) et rédacteur en chef des sciences (2000-2008). À la suite de cela, il est nommé président émérite de l'Université de Stanford ; professeur Bing de sciences et politiques environnementales émérite et chercheur principal du Freeman Spogli Institute for International Studies.

## Jeunesse et éducation
Donald Kennedy est né le 18 août 1931 à New York, fils de Barbara Bean et de William Dorsey Kennedy. Il fréquente l'école de Dublin jusqu'au lycée et ensuite l'Université Harvard, où il obtient un diplôme AB en 1952, une maîtrise en 1954 et un doctorat en 1956, tout en Biologie,,. Sa thèse de doctorat s'intitule Études sur l'électrorétinogramme de grenouille.

## Carrière

### Professeur
De 1956 à 1960, Kennedy enseigne la biologie à l'Université de Syracuse, obtenant un poste permanent en 1960. Ses recherches portent sur les modèles d'action neuronale chez les écrevisses, démontrant certains des principes de connexion entre les cellules nerveuses qui imposent les séquences sous-jacentes à un événement comportemental. Kennedy montre que certains neurones uniques, qu'il appelle neurones «de commande», peuvent produire un schéma complexe de comportement locomoteur à action fixe.
Arrivé à l'Université de Stanford en tant que professeur adjoint en 1960, Kennedy est titularisé en 1962. En 1967, il est nommé président du Département de biologie de l'École des sciences humaines. Il est l'un des professeurs fondateurs du programme de biologie humaine, Kennedy siège pendant dix ans au conseil d'administration de la Fondation David-et-Lucile-Packard où il est directeur de 1973 à 1977,.

### Commissaire de la FDA
Pendant 26 mois, il est commissaire de la Food and Drug Administration des États-Unis sous l'administration Carter, nommé par le Secrétaire à la Santé et aux Services sociaux des États-Unis, Joseph Califano, en avril 1977. Au cours des deux années suivantes, Kennedy et la FDA traitent des problèmes tels que les retombées de la tentative d'interdiction de la saccharine et les risques de résistance aux antibiotiques chez l'homme liés à l'utilisation d'antibiotiques agricoles, et travaillent sur les dispositions du projet de loi de 1978 sur la réforme de la réglementation des médicaments.

### Présidence de Stanford
Après avoir quitté la FDA en juin 1979, Kennedy retourne à Stanford, où il occupe le poste de prévôt. En 1980, il devient président de l'Université Stanford et occupe ce poste jusqu'en 1992. En tant que président, il inaugure des campus à l'étranger à Kyoto, au Japon, et à Oxford, en Angleterre, l'Institute for International Studies, le Stanford Center for the Humanities, le Haas Public Service Center et le campus de Stanford-in-Washington. L'un de ses objectifs est d'améliorer la qualité de l'enseignement de premier cycle. Au milieu des années 1980, il obtient 1,1 milliard $ d'efforts de collecte de fonds pour améliorer les installations de l'université. En 1990, Kennedy accueille Mikhaïl Gorbatchev lors d'une visite internationale à Stanford. En 1990, il reçoit le Golden Plate Award de l'American Academy of Achievement lors d'une cérémonie à Chicago, dans l'Illinois. Au cours de son mandat, Kennedy favorise la croissance de la dotation de l'université à 2 milliards de dollars, qui est le cinquième en importance aux États-Unis. Il conduit également Stanford à céder tous les investissements en Afrique du Sud pendant l'Apartheid après les manifestations étudiantes et change les exigences de crédit de la "culture occidentale" en "cultures, idées et valeurs" dans le but d'englober les cultures non occidentales.
Kennedy démissionne en 1992 à la suite d'audiences du Congrès sur la question de savoir si l'université avait incorrectement facturé au gouvernement des frais de recherche dans le cadre de la controverse sur les coûts indirects de Stanford,, qui comprenait la facturation pour l'élargissement de son lit et pour l'achat d'antiquités pour sa maison. La question est ensuite réglée à l'amiable et n'a donné lieu à aucun procès. À la suite de sa présidence, Kennedy écrit un livre intitulé A Place in the Sun: A Memoir.

### Carrière ultérieure
Il reste à Stanford après avoir démissionné de la présidence. En 1997, Kennedy publie le livre Academic Duty, qui préconise que les professeurs d'université accordent plus d'attention à la partie enseignement de leurs fonctions et fassent un effort pour connecter leurs recherches avec le grand public. De 2000 à 2008, il est rédacteur en chef de Science , l'hebdomadaire publié par l'Association américaine pour l'avancement des sciences. En 2010, il reçoit le prix Carl Sagan de vulgarisation scientifique du Wonderfest. Kennedy est membre de l'Académie américaine des arts et des sciences, de l'Académie américaine pour l'avancement des sciences, de la Société américaine de philosophie et de l'Académie des sciences de Californie,. Selon sa biographie de Stanford, les intérêts de recherche de Kennedy portent sur "la politique sur des problèmes environnementaux transfrontaliers tels que: les changements majeurs d'utilisation des terres; les modifications économiques des pratiques agricoles; le changement climatique mondial; au-delà du charbon; et les sources d'énergie alternatives". Il est président émérite de l'Université de Stanford, professeur Bing de sciences et politiques environnementales, et membre émérite et chercheur principal honorifique du Freeman Spogli Institute for International Studies.

## Vie personnelle
Son premier mariage avec Jeanne Dewey, se termine par un divorce. En 1987, Kennedy épouse Robin Hamill. Il a deux enfants de son premier mariage et deux beaux-enfants avec Hamill.
Kennedy a un accident vasculaire cérébral en 2015 et déménage à Gordon Manor, une maison de retraite à Redwood City, en Californie, en 2018. Il y est décédé du COVID-19 le 21 avril 2020, à l'âge de 88 ans, lors de la pandémie de COVID-19 en Californie,,.